# ونمنکندن (شرقی)
ونمنکندن (شرقی) (به انگلیسی: Venmankondan (East)) یک روستا در هند است که در Ariyalur district واقع شده‌است.

## خصوصیات
ونمنکندن ۲٬۹۳۲ نفر جمعیت دارد.